# Dangeul
Dangeul est une commune française, située dans le département de la Sarthe en région Pays de la Loire, peuplée de 482 habitants.
La commune fait partie de la province historique du Maine, et se situe dans le Saosnois.

## Géographie

### Communes limitrophes
| René   | Thoigné        | Courgains                                 |
| Nouans | Dangeul        | Marolles-les-Braults                      |
| Nouans | Congé-sur-Orne | Dissé-sous-Ballon, Mézières-sur-Ponthouin |

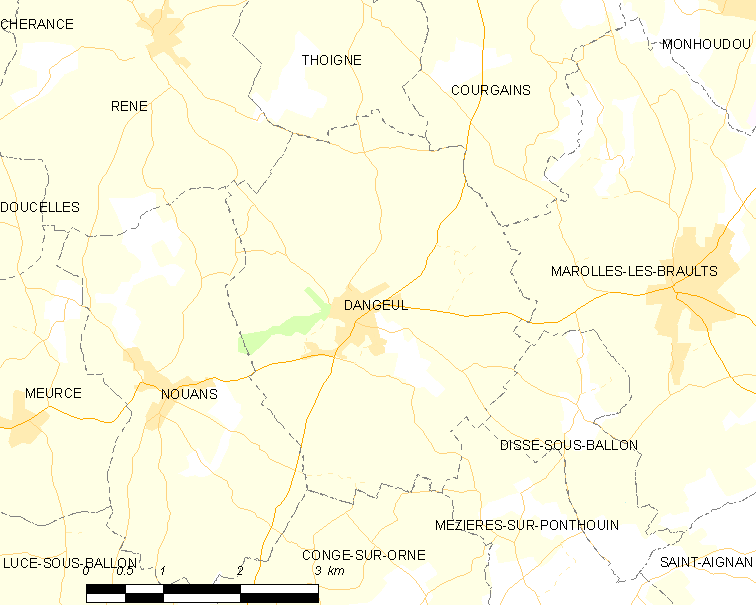
Carte de la commune.
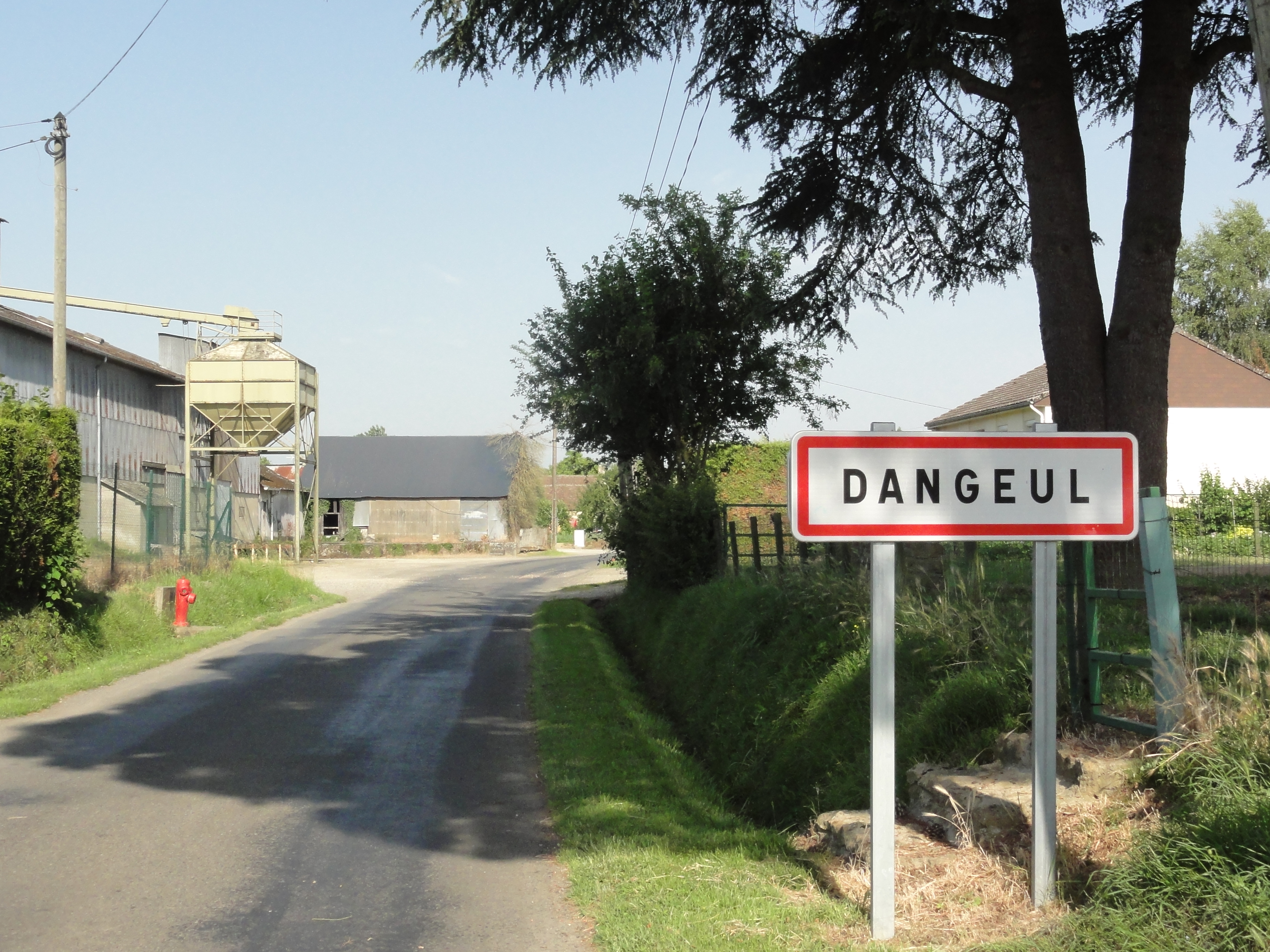
Entrée du bourg.
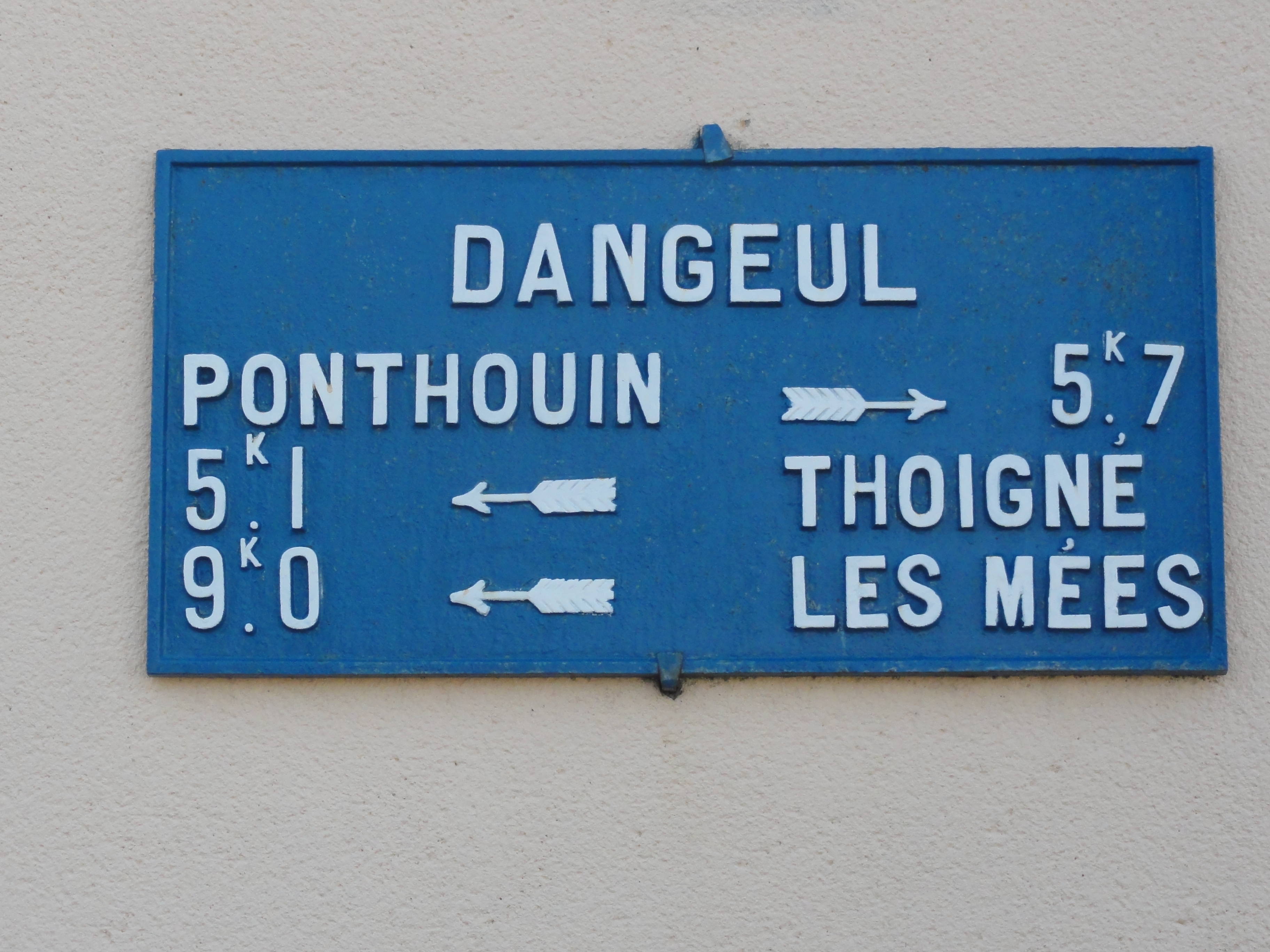
Plaque de cocher.
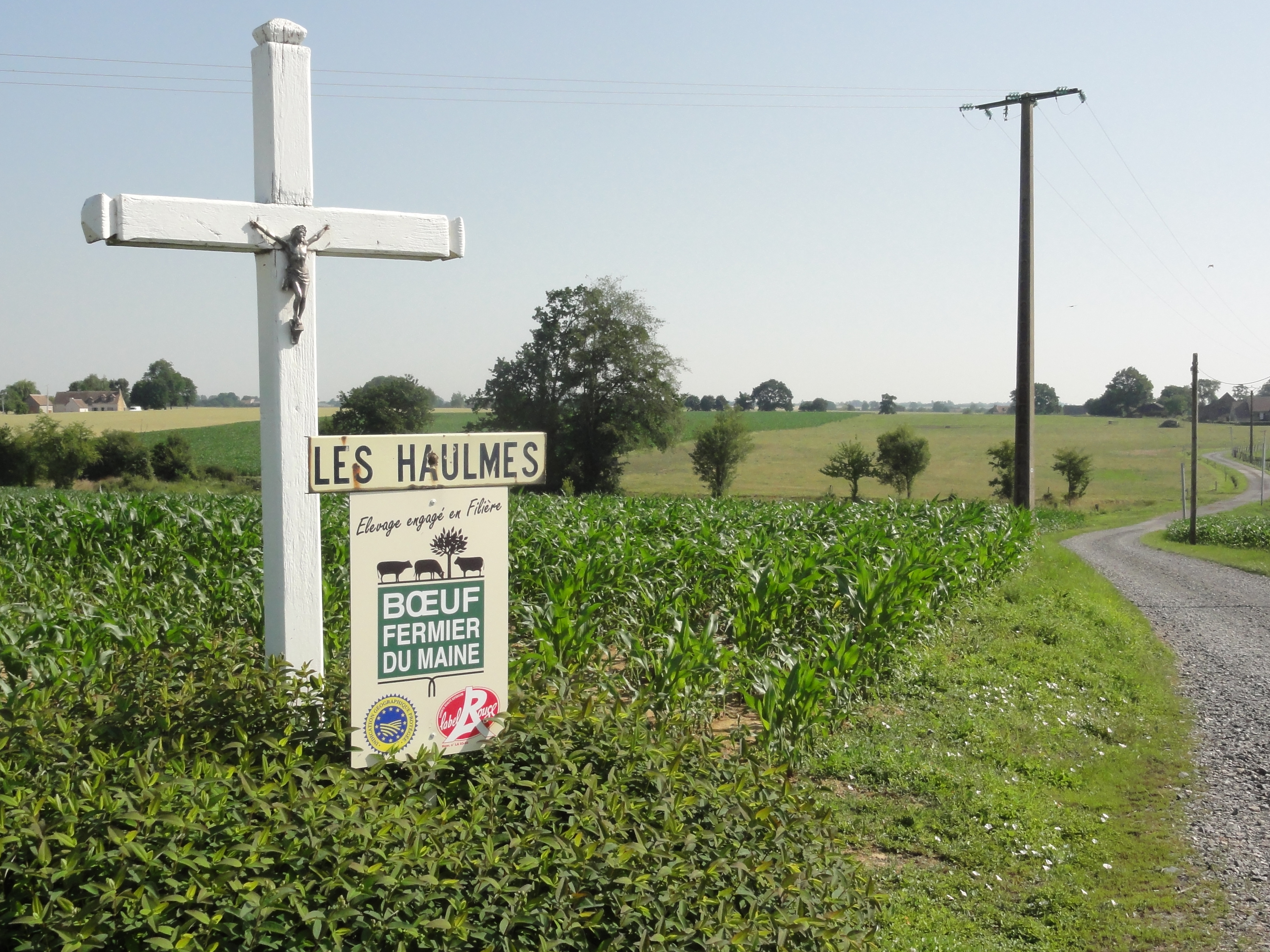
Paysage avec croix, Les Haulmes.

### Climat
Pour des articles plus généraux, voir Climat des Pays de la Loire et Climat de la Sarthe.
En 2010, le climat de la commune est de type climat océanique dégradé des plaines du Centre et du Nord, selon une étude du CNRS s'appuyant sur une série de données couvrant la période 1971-2000. En 2020, Météo-France publie une typologie des climats de la France métropolitaine dans laquelle la commune est exposée à un climat océanique altéré et est dans la région climatique  Moyenne vallée de la Loire, caractérisée par une bonne insolation (1 850 h/an) et un été peu pluvieux. 
Pour la période 1971-2000, la température annuelle moyenne est de 10,6 °C, avec une amplitude thermique annuelle de 14,2 °C. Le cumul annuel moyen de précipitations est de 703 mm, avec 11,7 jours de précipitations en janvier et 6,9 jours en juillet. Pour la période 1991-2020, la température moyenne annuelle observée sur la station météorologique de Météo-France la plus proche, « Marolles Les Braults », sur la commune de Marolles-les-Braults à 3 km à vol d'oiseau, est de 11,8 °C et le cumul annuel moyen de précipitations est de 702,5 mm,. Pour l'avenir, les paramètres climatiques de la commune estimés pour 2050 selon différents scénarios d'émission de gaz à effet de serre sont consultables sur un site dédié publié par Météo-France en novembre 2022.

## Urbanisme

### Typologie
Au 1er janvier 2024, Dangeul est catégorisée commune rurale à habitat dispersé, selon la nouvelle grille communale de densité à sept niveaux définie par l'Insee en 2022.
Elle est située hors unité urbaine. Par ailleurs la commune fait partie de l'aire d'attraction du Mans, dont elle est une commune de la couronne,. Cette aire, qui regroupe 144 communes, est catégorisée dans les aires de 200 000 à moins de 700 000 habitants,.

### Occupation des sols
L'occupation des sols de la commune, telle qu'elle ressort de la base de données européenne d’occupation biophysique des sols Corine Land Cover (CLC), est marquée par l'importance des territoires agricoles (94,6 % en 2018), une proportion identique à celle de 1990 (94,6 %). La répartition détaillée en 2018 est la suivante : 
terres arables (92,1 %), zones urbanisées (3,8 %), prairies (2,6 %), forêts (1,5 %). L'évolution de l’occupation des sols de la commune et de ses infrastructures peut être observée sur les différentes représentations cartographiques du territoire : la carte de Cassini (XVIIIe siècle), la carte d'état-major (1820-1866) et les cartes ou photos aériennes de l'IGN pour la période actuelle (1950 à aujourd'hui).

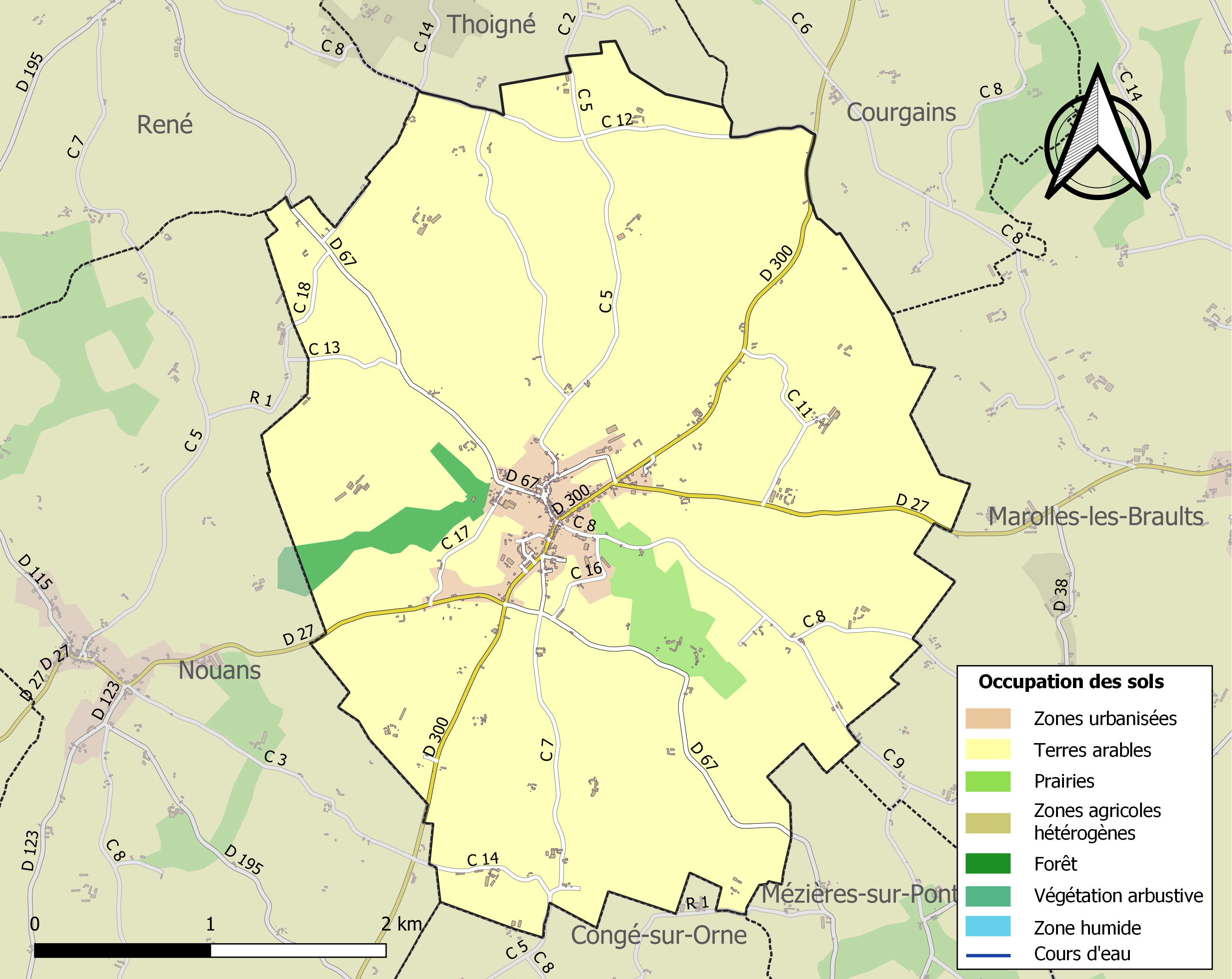
Carte des infrastructures et de l'occupation des sols de la commune en 2018 (CLC).

## Toponymie
La commune se serait appelée Saint-Georges-de-Dangeul et aurait reçu, durant la Révolution, le nom de Dangeul qu'elle a conservé jusqu'à ce jour.
Le gentilé est Dangeulois.

## Héraldique
| Armes de Dangeul | Les armoiries de Dangeul se blasonnent ainsi : Écartelé: au 1er d'azur à la clé contournée d'or posée en barre, au 2e d'or à la clé contournée de sable posée en barre, au 3e d'or au lion contourné lion de sable, au 4e d'azur au lion d'or. Adopté par la municipalité le 20 décembre 2012. |

## Politique et administration
| Période                                  | Période   | Identité           | Étiquette | Qualité                |
| ---------------------------------------- | --------- | ------------------ | --------- | ---------------------- |
| ?                                        | mars 2001 | Raymond Triger     |           |                        |
| mars 2001                                | mars 2008 | Claire Debusschère |           | Assistante commerciale |
| mars 2008                                | mars 2014 | Christine Conin    | SE        | Agricultrice           |
| mars 2014                                | En cours  | Philippe Nicolas   | SE        | Agriculteur            |
| Les données manquantes sont à compléter. |           |                    |           |                        |

## Démographie
L'évolution du nombre d'habitants est connue à travers les recensements de la population effectués dans la commune depuis 1793. Pour les communes de moins de 10 000 habitants, une enquête de recensement portant sur toute la population est réalisée tous les cinq ans, les populations de référence des années intermédiaires étant quant à elles estimées par interpolation ou extrapolation. Pour la commune, le premier recensement exhaustif entrant dans le cadre du nouveau dispositif a été réalisé en 2005.
En 2022, la commune comptait 482 habitants, en évolution de +0,84 % par rapport à 2016 (Sarthe : −0,25 %, France hors Mayotte : +2,11 %).
| 1793 | 1800  | 1806  | 1821  | 1831  | 1836  | 1841  | 1846  | 1851  |
| ---- | ----- | ----- | ----- | ----- | ----- | ----- | ----- | ----- |
| 942  | 1 005 | 1 059 | 1 114 | 1 160 | 1 225 | 1 169 | 1 110 | 1 102 |

| 1856  | 1861  | 1866 | 1872 | 1876 | 1881 | 1886 | 1891 | 1896 |
| ----- | ----- | ---- | ---- | ---- | ---- | ---- | ---- | ---- |
| 1 075 | 1 020 | 966  | 930  | 916  | 849  | 861  | 850  | 824  |

| 1901 | 1906 | 1911 | 1921 | 1926 | 1931 | 1936 | 1946 | 1954 |
| ---- | ---- | ---- | ---- | ---- | ---- | ---- | ---- | ---- |
| 805  | 770  | 791  | 696  | 660  | 674  | 653  | 726  | 660  |

| 1962 | 1968 | 1975 | 1982 | 1990 | 1999 | 2005 | 2006 | 2010 |
| ---- | ---- | ---- | ---- | ---- | ---- | ---- | ---- | ---- |
| 660  | 622  | 542  | 456  | 439  | 510  | 529  | 526  | 498  |

| 2015 | 2020 | 2022 | - | - | - | - | - | - |
| ---- | ---- | ---- | - | - | - | - | - | - |
| 483  | 477  | 482  | - | - | - | - | - | - |

### Vie associative et sportive
- Salle des fêtes.

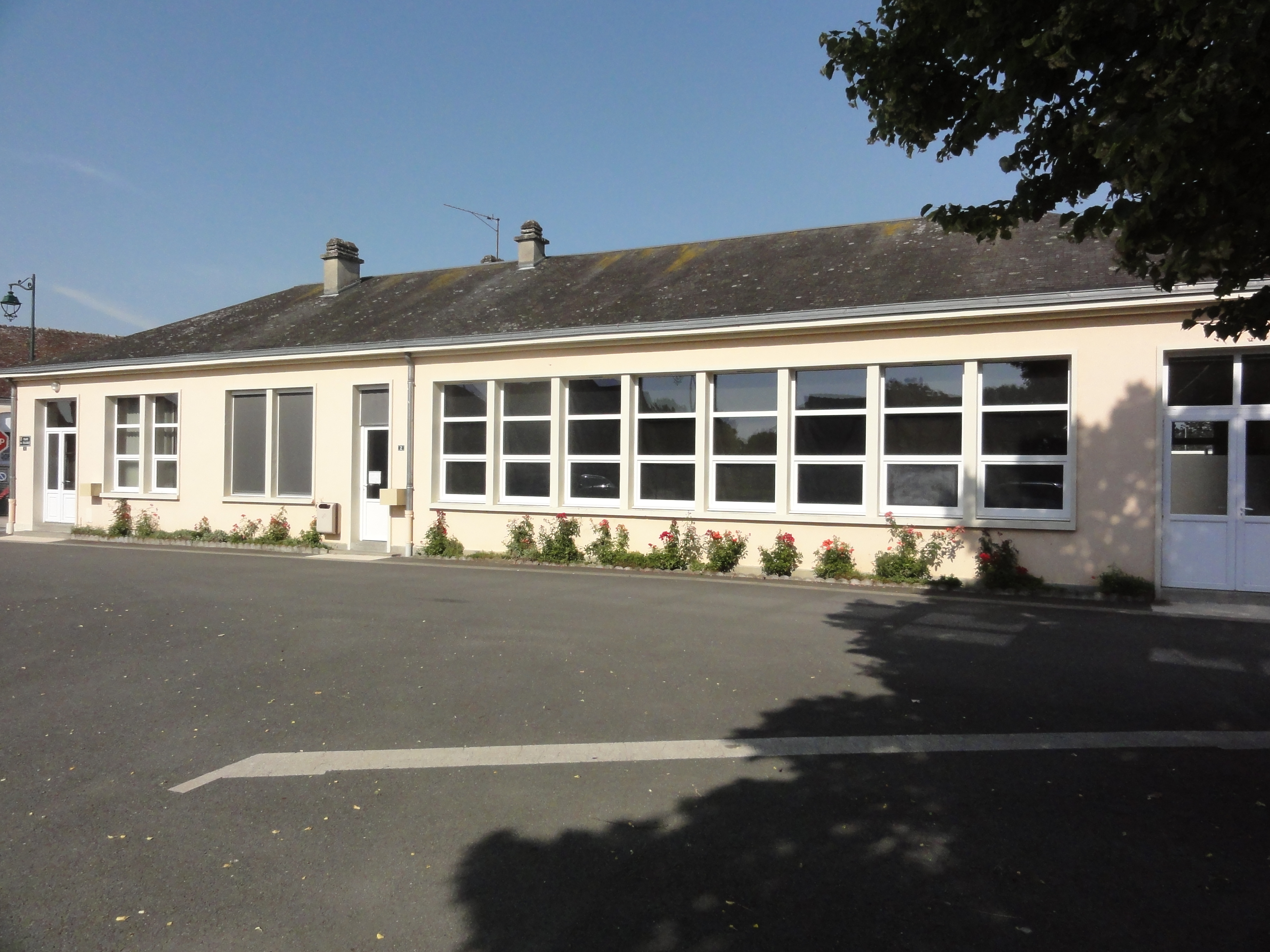
Salle des fêtes.

- Association Sports Loisirs de Dangeul
- Festival annuel de musique de chambre.
- Football club Danguleuse espoirs.
- Centre équestre du château Dangeul, un établissement École française d'équitation.

## Économie
- Village essentiellement agricole.

## Enseignement

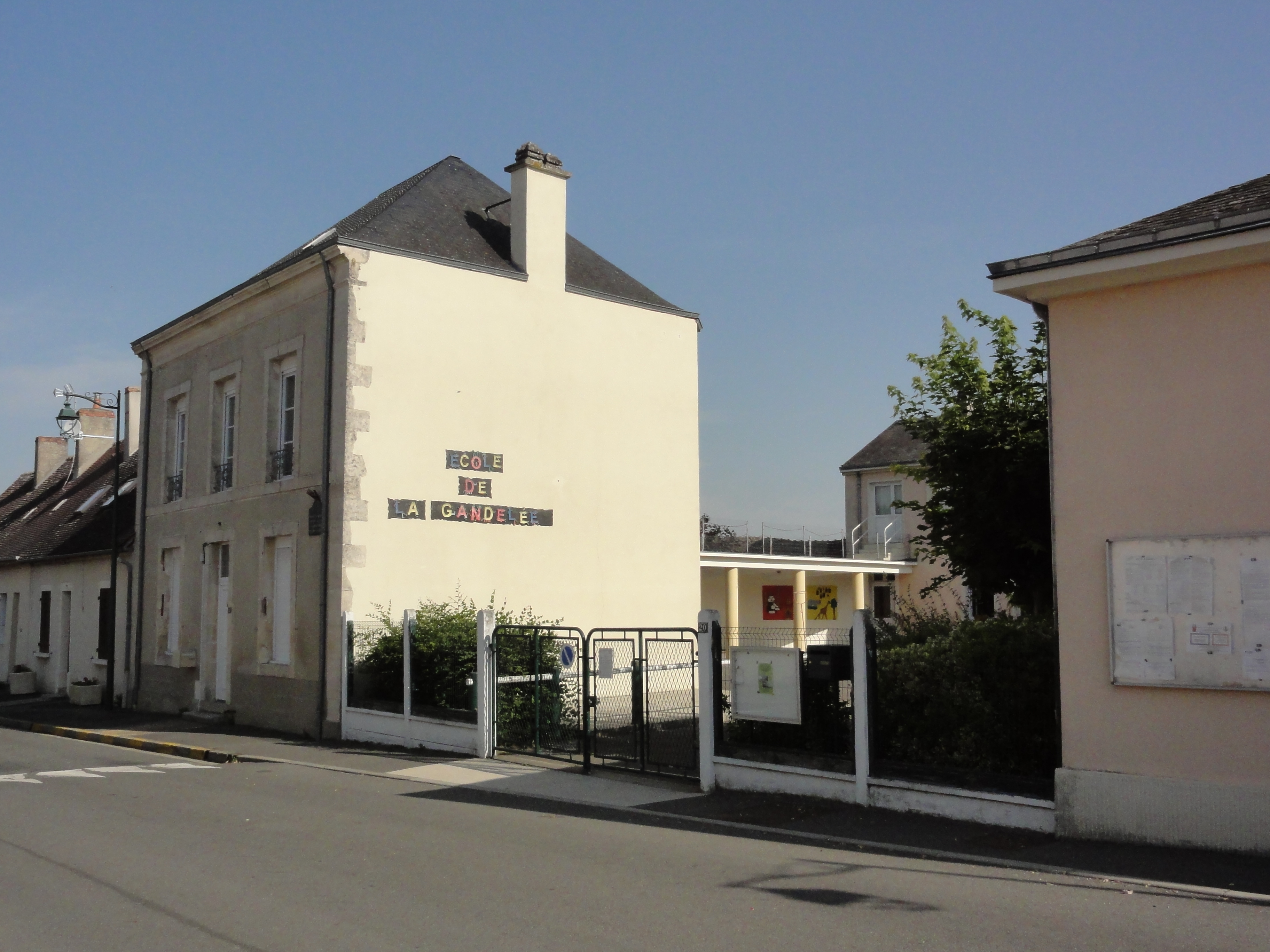
École

- École maternelle et élémentaire.

## Lieux et monuments
- Ancien prieuré de Mayanne, des XIe, XVe et XVIe siècles, classé au titre des monuments historiques en 2013[23].
- Église Saint-Georges, des XIIIe, XIVe et XVe siècles.
- Château de Dangeul, du XIXe siècle, sur le site d'une forteresse ancienne.
- Monument aux morts.
- Des croix de chemin.

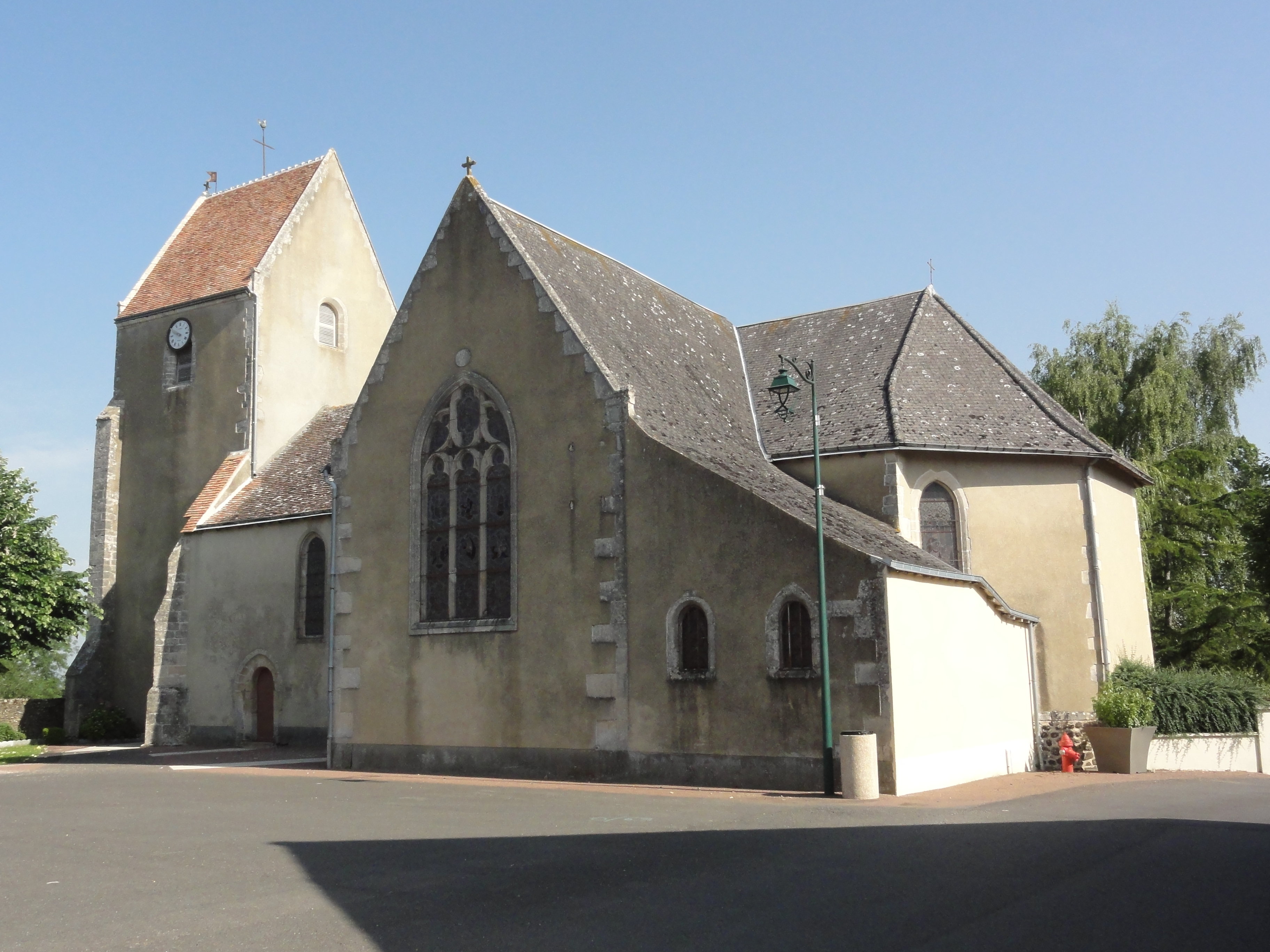
Église Saint-Georges.
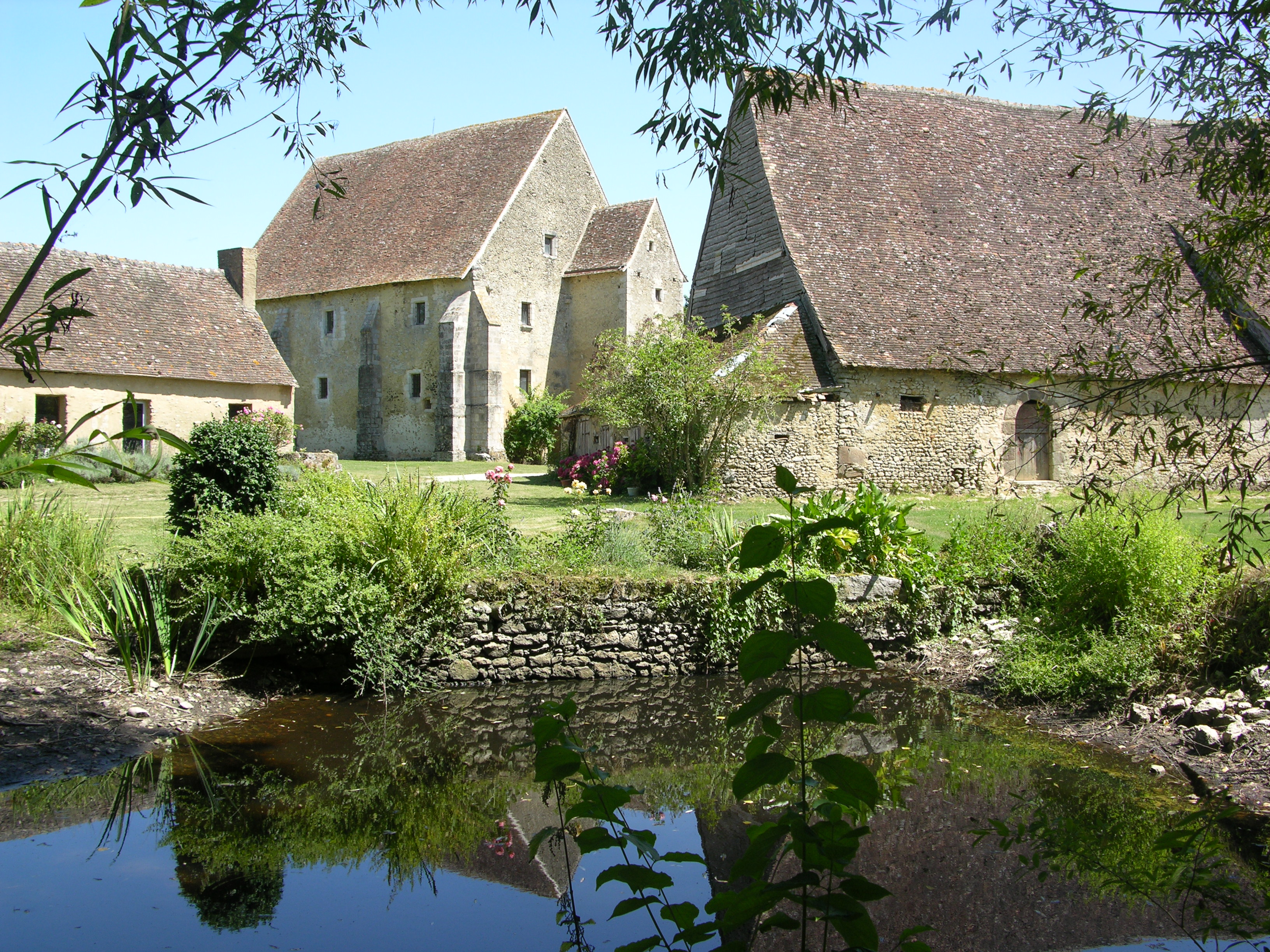
Le prieuré de Mayanne.
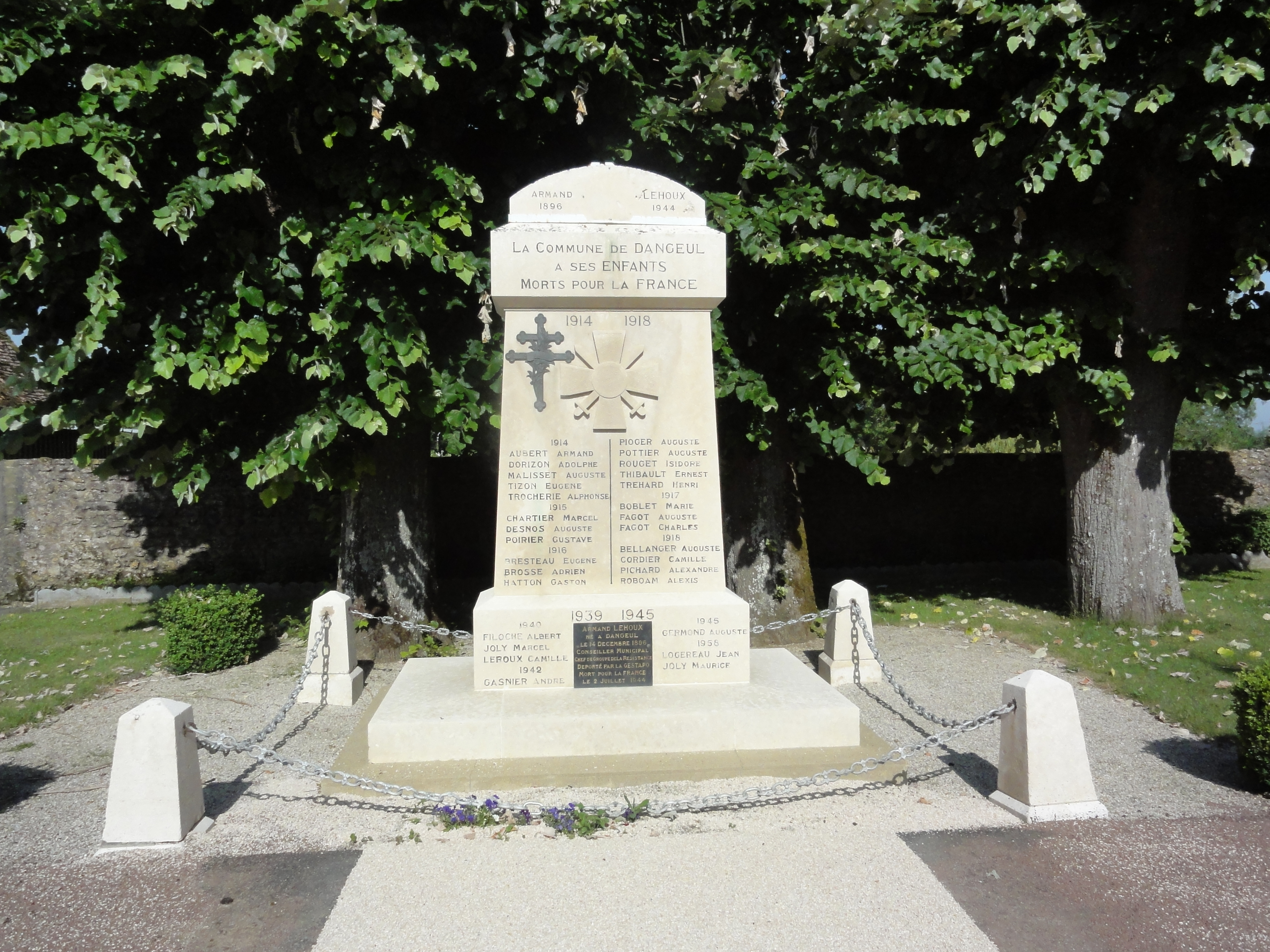
Monument aux morts.

## Personnalités liées
- Louis-Joseph Plumard de Dangeul (1722-1777), économiste, né au Mans, sieur de Dangeul. Il était le cousin de Véron de Forbonnais, lui aussi natif du Mans. Membre de l'Académie des sciences de Stockholm, « Dangeul est considéré comme l'un des jeunes écrivains les plus marquants du groupe de Vincent Gournay, dénommés les « économistes ». Ses Remarques, qui connurent un succès considérable, défendaient la libération de l'économie française » (Antoin Murphy).
- Théophile Lallouet (juin 1847 à Dangeul - août 1915), l'un des deux plus grands propriétaires de trotteurs du début du XXe siècle[24]. Une course à Vincennes honore chaque année sa mémoire.